# The Shachar Tower
 (avril 2024).
Si vous disposez d'ouvrages ou d'articles de référence ou si vous connaissez des sites web de qualité traitant du thème abordé ici, merci de compléter l'article en donnant les références utiles à sa vérifiabilité et en les liant à la section « Notes et références ».
The Shachar Tower est un gratte-ciel de 201 mètres construit en 2017 à Givatayim en Israël. 
C'est le plus haut gratte-ciel de Givatayim.